# Campeonato Argentino de Clubes de Sóftbol 2009
El 10º Campeonato Nacional de Clubes de Sóftbol se realiza en Paraná, Entre Ríos; en las instalaciones del Plumazo, Estadio Preolímpico, Don Bosco, Talleres y CPEF Nº 5.

## Zona campeonato
| Pos | Equipo                                                | Ciudad       | Dato                          |
| --- | ----------------------------------------------------- | ------------ | ----------------------------- |
| 1   | Centro de Ex Alumnos de Don Bosco                     | Paraná       | CAMPEÓN                       |
| 2   | Club Atlético Patronato                               | Paraná       |                               |
| 3   | Centro Provincial de Educación Física Nº 5, CPEF Nº 5 | Paraná       |                               |
| 4   | Club Atlético Estudiantes                             | Paraná       |                               |
| 5   | Pilar Sóftbol                                         | Pilar        |                               |
| 6   | Castelar Sóftbol Club                                 | Castelar     |                               |
| 7   | Sarmiento Sóftbol                                     | Santa Rosa   | Descendió a Zona Ascenso 2010 |
| 8   | Club El Nacional                                      | Bahía Blanca | Descendió a Zona Ascenso 2010 |

## Zona ascenso
| Pos | Equipo                  | Ciudad       | Dato                            |
| --- | ----------------------- | ------------ | ------------------------------- |
| 1   | Club Atlético Liniers   | Bahía Blanca | Asciende a Zona Campeonato 2010 |
| 2   | Club Atlético Talleres  | Paraná       | Asciende a Zona Campeonato 2010 |
| 3   | Club All Boys           | Santa Rosa   |                                 |
| 4   | A.T.S.A.                | Paraná       |                                 |
| 5   | Club Náutico Hacoaj     | Tigre        | Desciende Zona Promoción 2010   |
| 6   | Club Atlético City Bell | City Bell    | Desciende Zona Promoción 2010   |

## Zona estímulo grupo A
| Pos | Equipo                     | Ciudad                | Dato                         |
| --- | -------------------------- | --------------------- | ---------------------------- |
| 1   | Pilar Sóftbol II           | Pilar                 | Asciende a Zona Ascenso 2010 |
| 2   | Club Celta                 | San Miguel de Tucumán |                              |
| 3   | Los Caranchos Sóftbol Club | Santiago del Estero   |                              |
| 4   | Club Banco Mendoza         | Mendoza               |                              |
| 5   | Sóftbol Jeppener Club      | La Plata              |                              |

## Zona estímulo grupo B
| Pos | Equipo                                | Ciudad                | Dato |
| --- | ------------------------------------- | --------------------- | ---- |
| 1   | Centro de Educación Física, CEF Nº 18 | San Miguel de Tucumán |      |
| 2   | Club Cuervos                          | Córdoba (Argentina)   |      |
| 3   | Club de Softbol Mayu                  | Santa Rosa            |      |
| 4   | Sóftbol Neuquén                       | Neuquén               |      |
| 5   | Club Universidad Nacional de Cuyo     | Mendoza               |      |
| 6   | Club Liceo                            | Mendoza               |      |

## Zona estímulo grupo C
| Pos | Equipo                                  | Ciudad                | Dato                         |
| --- | --------------------------------------- | --------------------- | ---------------------------- |
| 1   | Círculo Sóftbol Club                    | Santiago del Estero   | Asciende Zona Promoción 2010 |
| 2   | Club Estudiantes Softbol                | Corrientes            |                              |
| 3   | Asociación Civil Indios Softbol         | San Miguel de Tucumán |                              |
| 4   | Club Los Indios                         | Bahía Blanca          | Asciende a Zona Ascenso 2010 |
| 5   | Club Universidad Nacional de Río Cuarto | Río Cuarto            |                              |

- Campeonato Nacional de Clubes de Sóftbol Argentino